# Anthostomella miscanthea
Anthostomella miscanthea är en svampart som beskrevs av Sacc. 1917. Anthostomella miscanthea ingår i släktet Anthostomella och familjen kolkärnsvampar.   Inga underarter finns listade i Catalogue of Life.